# Alex Yoong
Alexander Charles Loong „Alex” Yoong (chiń. upr. 熊龙; chiń. trad. 熊龍; pinyin Xióng Lóng; ur. 20 lipca 1976 roku w Kuala Lumpur) – malezyjski kierowca wyścigowy.

## Życiorys

### Początki kariery
Na początku lat 90. brał udział w regionalnych, azjatyckich seriach wyścigowych, by w 1996 roku podjąć życiową decyzję o wyjeździe do Europy, a konkretnie do Wielkiej Brytanii.
Pierwsze dwa sezony w nowym środowisku spędził w Formule Renault, lecz nie osiągnął żadnych sukcesów. Niezrażony tym niepowodzeniem, przeszedł do brytyjskiej Formuły 3, gdzie ścigał się m.in. z przyszłym partnerem z zespołu Minardi, Markiem Webberem.
Sezon 1999 był jego trzecim w brytyjskiej Formule 3, lecz po pięciu eliminacjach wyjechał do Włoch, gdzie startował w narodowej edycji mistrzostw Formuły 3000. W czerwcu tego roku debiutował w międzynarodowej wersji cyklu, lecz nie zakwalifikował się do wyścigu na torze A1 Ring. W czwartej próbie, na torze Spa-Francorchamps, udało mu się wreszcie pokonać kwalifikacyjną barierę, lecz wyścig zakończył już na piątym okrążeniu po spektakularnym wypadku na słynnym zakręcie Eau Rouge.
Kariera w Europie nie okazała się pasmem sukcesów, więc w 2000 roku Yoong wrócił do Azji. Znalazł zatrudnienie w Formule Nippon, lecz i tutaj nie mógł wybić się ponad przeciętność.

### Formuła 1
W lipcu 2001 roku znalazł się w centrum uwagi, gdy walczący o przetrwanie zespół Formuły 1, Minardi znalazł się w potrzebie dopływu poważnej gotówki. Jej dostawcą okazał się wspierany przez malezyjski rząd koncern gier sportowych, Magnum. Katalizatorem umowy było zatrudnienie malezyjskiego kierowcy, którym okazał się właśnie Yoong.
Po zaliczeniu dwóch sesji testowych, we wrześniu 2001 roku zadebiutował w Formule 1 podczas Grand Prix Włoch na torze Monza. W ten sposób został pierwszym od 45 lat azjatyckim kierowcą F1, nie pochodzącym z Japonii (poprzednim był tajski arystokrata Birabongse Bhanutej Bhanubandh).
Półtoraroczna przygoda Yoonga z Formułą 1 była jednak wyjątkowo nieudana. Trzy wyścigi w 2001 roku przyniosły tylko jeden wynik, szesnaste, ostatnie miejsce w Japonii, natomiast w kolejnym sezonie Malezyjczyk aż trzykrotnie nie zdołał w ogóle zakwalifikować się do wyścigu. W połowie sezonu został tymczasowo zastąpiony przez Anthony'ego Davidsona celem poprawienia wyników w trakcie dodatkowych sesji testowych, lecz spodziewana progresja formy nie nastąpiła. Po zakończeniu sezonu Yoong opuścił Formułę 1; jego najlepszym wynikiem było siódme miejsce w Grand Prix Australii, gdzie wyścig ukończyło tylko ośmiu kierowców.

### A1 Grand Prix
W 2003 roku wziął udział w czterech wyścigach serii Champ Car, ale problemy ze sponsorami spowodowały, że przeniósł się do australijskiego cyklu samochodów turystycznych, V8 Supercars. Tam startował do końca 2004 roku, jednak ponownie nie mógł przebić się do czołówki.
W 2005 roku kariera Malezyjczyka zdawała się dobiec końca, lecz powstanie cyklu A1 Grand Prix okazało się ostatnią deską ratunku. Yoong z impetem wkroczył w nowe środowisko i pewnie usadowił się wśród czołowych kierowców serii (wobec sporego bagażu doświadczeń, nie było to wielkim zaskoczeniem, gdyż wielu kierowców tej serii rekrutuje się z poziomu Formuły 3). W dwóch dotychczas rozegranych sezonach A1 Grand Prix, odniósł cztery zwycięstwa.

## Wyniki

### Formuła 1
| Legenda oznaczeń w tabelach wyników Wyświetl szablon na nowej stronie | Legenda oznaczeń w tabelach wyników Wyświetl szablon na nowej stronie                                                                     |
| Oznaczenie                                                            | Wyjaśnienie |
| --------------------------------------------------------------------- | --- |
| Złoty                                                                 | Zwycięzca lub mistrzostwo |
| Srebrny                                                               | 2. miejsce lub wicemistrzostwo |
| Brązowy                                                               | 3. miejsce lub II wicemistrzostwo |
| Zielony                                                               | Ukończył, punktował (w klasyfikacji generalnej, gdy zdobył co najmniej jeden punkt na przestrzeni sezonu, poza trzema powyższymi opcjami) |
| Niebieski                                                             | Ukończył, nie punktował (w klasyfikacji generalnej, gdy nie zdobył co najmniej jednego punktu na przestrzeni sezonu)                      |
| Czerwony                                                              | Nie zakwalifikował się (NZ) |
| Czerwony                                                              | Nie prekwalifikował się (NPK) |
| Różowy                                                                | Nie ukończył (NU) |
| Różowy                                                                | Niesklasyfikowany (NS) (w klasyfikacji generalnej, gdy nie został sklasyfikowany w żadnym wyścigu sezonu)                                 |
| Czarny                                                                | Zdyskwalifikowany (DK) |
| Czarny                                                                | Wykluczony (WYK/EX) |
| Biały                                                                 | Nie wystartował (NW) |
| Biały                                                                 | Kontuzjowany (K/INJ) |
| Biały                                                                 | Wyścig odwołany (OD/C) |
| Bez koloru                                                            | Został wycofany (WYC/WD) |
| Bez koloru                                                            | Nie przybył (NP/DNA) |
| Bez koloru                                                            | Nie brał udziału w treningach (NT/DNP) |
| Bez koloru                                                            | Nie został zgłoszony (–) |
| Pogrubienie                                                           | Start z pole position |
| Kursywa                                                               | Najszybsze okrążenie wyścigu |
| †                                                                     | Nie ukończył, ale jego rezultat został zaliczony ze względu na przejechanie więcej niż 90% dystansu wyścigu.                              |
| *                                                                     | Sezon w trakcie |
| 1/2/3                                                                 | Punktowana pozycja w sprincie kwalifikacyjnym                                                                                             |
| Lista systemów punktacji Formuły 1                                    | |

| Rok  | Zespół              | Samochód     | Silnik                 | Wyniki w poszczególnych eliminacjach | Wyniki w poszczególnych eliminacjach | Wyniki w poszczególnych eliminacjach | Wyniki w poszczególnych eliminacjach | Wyniki w poszczególnych eliminacjach | Wyniki w poszczególnych eliminacjach | Wyniki w poszczególnych eliminacjach | Wyniki w poszczególnych eliminacjach | Wyniki w poszczególnych eliminacjach | Wyniki w poszczególnych eliminacjach | Wyniki w poszczególnych eliminacjach | Wyniki w poszczególnych eliminacjach | Wyniki w poszczególnych eliminacjach | Wyniki w poszczególnych eliminacjach | Wyniki w poszczególnych eliminacjach | Wyniki w poszczególnych eliminacjach | Wyniki w poszczególnych eliminacjach | Punkty | Pozycja |
| ---- | ------------------- | ------------ | ---------------------- | ------------------------------------ | ------------------------------------ | ------------------------------------ | ------------------------------------ | ------------------------------------ | ------------------------------------ | ------------------------------------ | ------------------------------------ | ------------------------------------ | ------------------------------------ | ------------------------------------ | ------------------------------------ | ------------------------------------ | ------------------------------------ | ------------------------------------ | ------------------------------------ | ------------------------------------ | ------ | ------- |
| 2001 | European Minardi F1 | Minardi PS01 | European 3.0l V10      | AUS                                  | MAL                                  | BRA                                  | SMR                                  | ESP                                  | AUT                                  | MON                                  | KAN                                  | EUR                                  | FRA                                  | GBR                                  | DEU                                  | HUN                                  | BEL                                  | ITA                                  | USA                                  | JPN                                  | 0      | 26      |
| 2001 | European Minardi F1 | Minardi PS01 | European 3.0l V10      | -                                    | -                                    | -                                    | -                                    | -                                    | -                                    | -                                    | -                                    | -                                    | -                                    | -                                    | -                                    | -                                    | -                                    | NU                                   | NU                                   | 16                                   | 0      | 26      |
| 2002 | KL Minardi Asiatech | Minardi PS02 | Asiatech AT02 3.0l V10 | AUS                                  | MAL                                  | BRA                                  | SMR                                  | ESP                                  | AUT                                  | MON                                  | KAN                                  | EUR                                  | GBR                                  | FRA                                  | DEU                                  | HUN                                  | BEL                                  | ITA                                  | USA                                  | JPN                                  | 0      | 20      |
| 2002 | KL Minardi Asiatech | Minardi PS02 | Asiatech AT02 3.0l V10 | 7                                    | NU                                   | 13                                   | NZ                                   | NW                                   | NU                                   | NU                                   | 14                                   | NU                                   | NZ                                   | 10                                   | NZ                                   | -                                    | -                                    | 13                                   | NU                                   | NU                                   | 0      | 20      |

### Azjatycka Seria GP2
| Legenda oznaczeń w tabelach wyników Wyświetl szablon na nowej stronie | Legenda oznaczeń w tabelach wyników Wyświetl szablon na nowej stronie                                                                     |
| Oznaczenie                                                            | Wyjaśnienie |
| --------------------------------------------------------------------- | --- |
| Złoty                                                                 | Zwycięzca lub mistrzostwo |
| Srebrny                                                               | 2. miejsce lub wicemistrzostwo |
| Brązowy                                                               | 3. miejsce lub II wicemistrzostwo |
| Zielony                                                               | Ukończył, punktował (w klasyfikacji generalnej, gdy zdobył co najmniej jeden punkt na przestrzeni sezonu, poza trzema powyższymi opcjami) |
| Niebieski                                                             | Ukończył, nie punktował (w klasyfikacji generalnej, gdy nie zdobył co najmniej jednego punktu na przestrzeni sezonu)                      |
| Czerwony                                                              | Nie zakwalifikował się (NZ) |
| Czerwony                                                              | Nie prekwalifikował się (NPK) |
| Różowy                                                                | Nie ukończył (NU) |
| Różowy                                                                | Niesklasyfikowany (NS) (w klasyfikacji generalnej, gdy nie został sklasyfikowany w żadnym wyścigu sezonu)                                 |
| Czarny                                                                | Zdyskwalifikowany (DK) |
| Czarny                                                                | Wykluczony (WYK/EX) |
| Biały                                                                 | Nie wystartował (NW) |
| Biały                                                                 | Kontuzjowany (K/INJ) |
| Biały                                                                 | Wyścig odwołany (OD/C) |
| Bez koloru                                                            | Został wycofany (WYC/WD) |
| Bez koloru                                                            | Nie przybył (NP/DNA) |
| Bez koloru                                                            | Nie brał udziału w treningach (NT/DNP) |
| Bez koloru                                                            | Nie został zgłoszony (–) |
| Pogrubienie                                                           | Start z pole position |
| Kursywa                                                               | Najszybsze okrążenie wyścigu |
| †                                                                     | Nie ukończył, ale jego rezultat został zaliczony ze względu na przejechanie więcej niż 90% dystansu wyścigu.                              |
| *                                                                     | Sezon w trakcie |
| 1/2/3                                                                 | Punktowana pozycja w sprincie kwalifikacyjnym                                                                                             |
| Lista systemów punktacji Formuły 1                                    | |

| Rok       | Zespół               | Wyniki w poszczególnych eliminacjach | Wyniki w poszczególnych eliminacjach | Wyniki w poszczególnych eliminacjach | Wyniki w poszczególnych eliminacjach | Wyniki w poszczególnych eliminacjach | Wyniki w poszczególnych eliminacjach | Wyniki w poszczególnych eliminacjach | Wyniki w poszczególnych eliminacjach | Wyniki w poszczególnych eliminacjach | Wyniki w poszczególnych eliminacjach | Wyniki w poszczególnych eliminacjach | Punkty | Pozycja |
| --------- | -------------------- | ------------------------------------ | ------------------------------------ | ------------------------------------ | ------------------------------------ | ------------------------------------ | ------------------------------------ | ------------------------------------ | ------------------------------------ | ------------------------------------ | ------------------------------------ | ------------------------------------ | ------ | ------- |
| 2008/2009 | My Qi-Meritus Mahara | CHN                                  | CHN                                  | ARE                                  | BHR                                  | BHR                                  | QAT                                  | QAT                                  | MAL                                  | MAL                                  | BHR                                  | BHR                                  | 0      | 25      |
| 2008/2009 | My Qi-Meritus Mahara | 14                                   | 9                                    | NU                                   | -                                    | -                                    | -                                    | -                                    | -                                    | -                                    | -                                    | -                                    | 0      | 25      |

## Życie prywatne
Syn Malezyjczyka o chińskich korzeniach oraz brytyjskiej emigrantki zapowiadał się na niezłego narciarza wodnego, lecz po tym, gdy jego ojciec został dyrektorem toru wyścigowego Shah Alam, zmienił swoje zainteresowania.
Od 2002 roku jest żonaty z byłą Miss Malezji, Arianną Teoh. Mają syna o imieniu Alistair.